# سياسة إمبراطورية اليابان الدفاعية

سياسة الدفاع الإمبراطوري (باليابانية:  帝國國防方針 ، النطق: *تيّكوكو كوكوبو هوشين*) هي وثيقة تحدّد المبادئ الأساسية للاستراتيجية العسكرية في الإمبراطورية اليابانية الكبرى. صدق عليها الإمبراطور ميجي في 1907 (العام الأربعون من عهده). وقد تم تعديلها عدة مرات لاحقًا. وتعني بشكل حرفي توجيهات الإمبراطور العليا للدفاع عن حيز الدولة الأوسع.

## نظرة عامة
تُعدّ سياسة الدفاع الإمبراطوري وثيقة سرّية تحتوي على الإستراتيجية العسكرية الأساسية للدولة، وتتكوّن من ثلاثة أجزاء رئيسية:
1. الجزء الأول: سياسة الدفاع الإمبراطوري، ويتناول أهداف الدولة، والاستراتيجية العامة، وتحديد ما يُسمى العدو الافتراضي، وتقييم الأوضاع الدولية، وما يلزم من تجهيزات عسكرية .
2. الجزء الثاني: القوة العسكرية المطلوبة للدفاع، يحدّد الأهداف الكمية للجيش مثل عدد الفرق العسكرية والسفن الحربية، ويُستخدم كأداة لتخطيط السياسة الدفاعية .
3. الجزء الثالث: مبادئ استخدام قوات الجيش الإمبراطوري، يوضح العقيدة العسكرية اليابانية وخطط الحرب ضد الأعداء المفترضين بشكل عام .

أُعدّت الوثيقة بناءً على مبادرة من الجيش الإمبراطوري الياباني الذي اقترح تنسيق استراتيجية دفاع موحدة بين القوات البرية والبحرية. في 4 أبريل 1907، صادق الإمبراطور على الوثيقة، وتبعتها تعديلات لاحقة مع تغيّر الأوضاع الدولية. ومع ذلك، بقي التصوّر الواقعي أن الإمبراطورية الروسية هي العدو الافتراضي للجيش، والولايات المتحدة للبحرية، ولم تنجح الوثيقة في توحيد العقيدة الدفاعية بشكل فعّال .
يوصف العدو الإفتراضي بالمصطلح الياباني:  (仮想敵国، النطق: *كاسو تيكي كوكو*) أي الدولة التي تُبنى الخطط العسكرية على افتراض أنها قد تتحوّل إلى خصم مستقبلاً.

## التاريخ
بعد تعديل التحالف البريطاني الياباني في أغسطس 1905، بدأت النقاشات حول السياسة التي ستنتهجها اليابان إن اندلعت الحرب بين بريطانيا وروسيا، بقيادة ياماغاتا أريتومو [من؟]. جنرال وسياسي ياباني مشهور، يعتبر أحد الآباء المؤسسين للجيش الياباني الحديث. قاد تنظيم الاستراتيجية العسكرية العامة للإمبراطورية.
وبعد الحرب الروسية اليابانية، حاول الضباط في دائرة التخطيط العسكري بقيادة ضابط أركان، لاحقًا رئيس وزراء تاناكا غيئيتشي قلب موازين السلطة السياسية العسكرية، إذ لم يكن في دستور اليابان الإمبراطوري أي نص صريح يُحدِّد الهدف الأعلى للدولة. ومع تحقيق شعار تقوية البلاد وتعزيز الجند عقب الحرب، فقدت النخبة السياسية والعسكرية نقطة الإجماع الوطني، وسعى تاناكا لإخضاع السياسات العامة لخط الدفاع الوطني الثابت .
أول تجسيد لهذا المسار كان وثيقة سياسة الدفاع الإمبراطوري في أبريل 1907، وتبعتها وثيقتان: شأن التعليمات العسكرية في سبتمبر، وتكليفات وزارة الجيش وهيئة الأركان في ديسمبر .
هيئة الأركان العامة خرجت من دورها العسكري التقليدي، لتتقمّص وظيفة مركز تخطيط الدولة نفسها .
ياماغاتا اعتبرها فرصة لإنهاء هيمنة البحرية، فعدّل مسودة تاناكا وأحالها إلى الإمبراطور باسمه. ووقع الخلاف مع البحرية حول تخصيص الميزانيات، فتم التوفيق بافتراض أربع دول كأعداء افتراضيين حسب الأولوية: الإمبراطورية الروسية، الولايات المتحدة، ألمانيا، ثم فرنسا .
وبينما تبنّى الجيش الياباني تجهيزًا بريًّا لمواجهة روسيا، ركّزت البحرية الإمبراطورية اليابانية على أمريكا. هذا الطموح لم يكن يتماشى مع قدرات اليابان الاقتصادية، واعتُبر مبالغًا فيه .
أما سايونجي كيمّوتشي، رئيس الوزراء حينها، فلم يُسمح له إلا بإبداء الرأي في الوثيقة الرئيسية والإطلاع على تقديرات القوى، فيما مُنع من مناقشة المبادئ الحربية بحجة سلطة القيادة العليا العسكرية. وهذا الوضع أضعف من قدرة الحكومة على فرض تنفيذ الوثيقة لاحقًا، كما ظهر في أزمة توسيع الجيش بإضافة فرقتين، والتي رُفضت لأسباب مالية.

## التعديلات والمحتوى
تمت مراجعة الوثيقة في سنوات تايشو 7 (1918), تايشو 12 (1923), وشووا 11 (1936). لم تختلف المبادئ كثيرًا، لكن تغيّرت قائمة الأعداء الافتراضيين؛ فصارت في التعديل الأول: أمريكا، الصين، الاتحاد السوفيتي، وفي التعديل الثالث: أمريكا، السوفييت، بريطانيا، الصين.
تم بناء وثيقة مبادئ استخدام قوات الجيش وخطة العمليات السنوية على أساس هذه السياسة.

## هوامش
1. ↑  اللفظ "裁可" (*سايكا*) يُستخدم في اليابانية للإشارة إلى الموافقة الإمبراطورية الرسمية على وثيقة ما، وهي كلمة مركبة من "裁" (حُكم) و"可" (موافقة)